# 盧克·麥庫勞奇
盧克·麥庫勞奇（1994年2月15日—）是一位北愛爾蘭足球運動員。在場上的位置是中後衛。他現在效力於北愛爾蘭超級足球聯賽球隊格伦杜兰。他也代表北愛爾蘭國家足球隊參賽。

## 外部連結
- 足球数据库：盧克·麥庫勞奇的球员统计数据
- 盧克·麥庫勞奇－UEFA國際賽競賽紀錄
- Northern Ireland profile at Irish FA